# نادي الفتاة الكويتي
نادي الفتاة الرياضي هو نادٍ رياضي نسائي كويتي تأسس في عام 1975، ويُعنى بتنظيم الأنشطة الرياضية والثقافية والاجتماعية للفتيات في الكويت، ويُعد من أقدم الأندية النسائية في الدولة.

## التأسيس
أُسس النادي في البداية كجمعية نفع عام تابعة لوزارة الشؤون الاجتماعية، ثم أُعيد إشهاره عام 1994 كنادٍ رياضي ضمن الأندية الرسمية المعترف بها من قبل الهيئة العامة للشباب في الكويت.

## الأهداف
يهدف النادي إلى توفير بيئة مناسبة لممارسة الرياضة للفتيات، وتكوين فرق رياضية نسائية في عدة ألعاب رياضية، إضافة إلى تنظيم فعاليات ثقافية واجتماعية وتربوية داخل وخارج مقر النادي.

## الأنشطة الرياضية
شارك النادي في العديد من البطولات المحلية والإقليمية والدولية في رياضات مختلفة، من أبرزها:
- كرة الطائرة: شارك النادي في البطولة العربية لكرة الطائرة للسيدات الأولى التي أُقيمت في تونس عام 1980، وحقق لقب بطولة الشارقة عام 2002.[3]
- الكاراتيه: شارك في بطولة الخليج السابعة في البحرين عام 2002، وحقق ميداليات ذهبية وفضية في منافسات الكاتا والقتال الجماعي.[3]
- التايكوندو: شارك في بطولة مصر الدولية الثانية عام 1996، كما شارك في بطولة العالم التاسعة للنساء في ألمانيا عام 2003.[3]
- كرة السلة: حصل على لقب دوري كرة السلة للسيدات في أكثر من نسخة.[4]
- كرة القدم للصالات: فاز بلقب دوري URC لكرة القدم للصالات للسيدات بعد فوزه في المباراة النهائية على نادي الكويت بنتيجة 5–2.[5]

## الأنشطة الثقافية والاجتماعية
ينظم النادي العديد من الفعاليات الثقافية مثل المحاضرات والندوات، كما يشارك في مبادرات اجتماعية مثل الحملات الخيرية وسوق الأسر المنتجة، بالإضافة إلى الأنشطة التوعوية الموجهة للفتيات في مختلف الأعمار.